# Chris Noth
Chris Noth, egentligen Christopher David Noth, född 13 november 1954 i Madison, Wisconsin, är en amerikansk skådespelare. 
Han är mest känd för sina TV-roller som kriminalpolisen Mike Logan i Law & Order (1990–95), Mr. Big i Sex and the City (1998–2004) och Peter Florrick på The Good Wife (2009–16).

## Filmografi
- 1986 – Spanarna på Hill Street (TV-serie) (3 avsnitt)
- 1987 – Baby Boom
- 1990–1995 – I lagens namn (TV-serie) (111 avsnitt)
- 1991 – Boyz n the Hood
- 1995 – Uppdrag: mord (TV-serie) (1 avsnitt)
- 1998–2004 – Sex and the City (TV-serie) (41 avsnitt)
- 1998 – I lagens namn: jakten på en mördare
- 2000 – Cast Away
- 2001 – Jordan, rättsläkare (TV-serie) (2 avsnitt)
- 2001 – The Glass House
- 2005–2008 – Law & Order: Criminal Intent (TV-serie) (36 avsnitt)
- 2005 – The Perfect Man
- 2008 – Sex and the City
- 2009–2016 – The Good Wife (TV-serie) (101 avsnitt)
- 2010 – Sex and the City 2
- 2012 – Titanic: Blood and Steel (miniserie)
- 2017 – Manhunt: Unabomber (TV-serie) (7 avsnitt)
- 2018–2021 – Doctor Who (TV-serie) (2 avsnitt)
- 2019 – Catastrophe (TV-serie) (1 avsnitt)
- 2021 – And Just Like That... (TV-serie) (1 avsnitt)